# Transparência Brasil

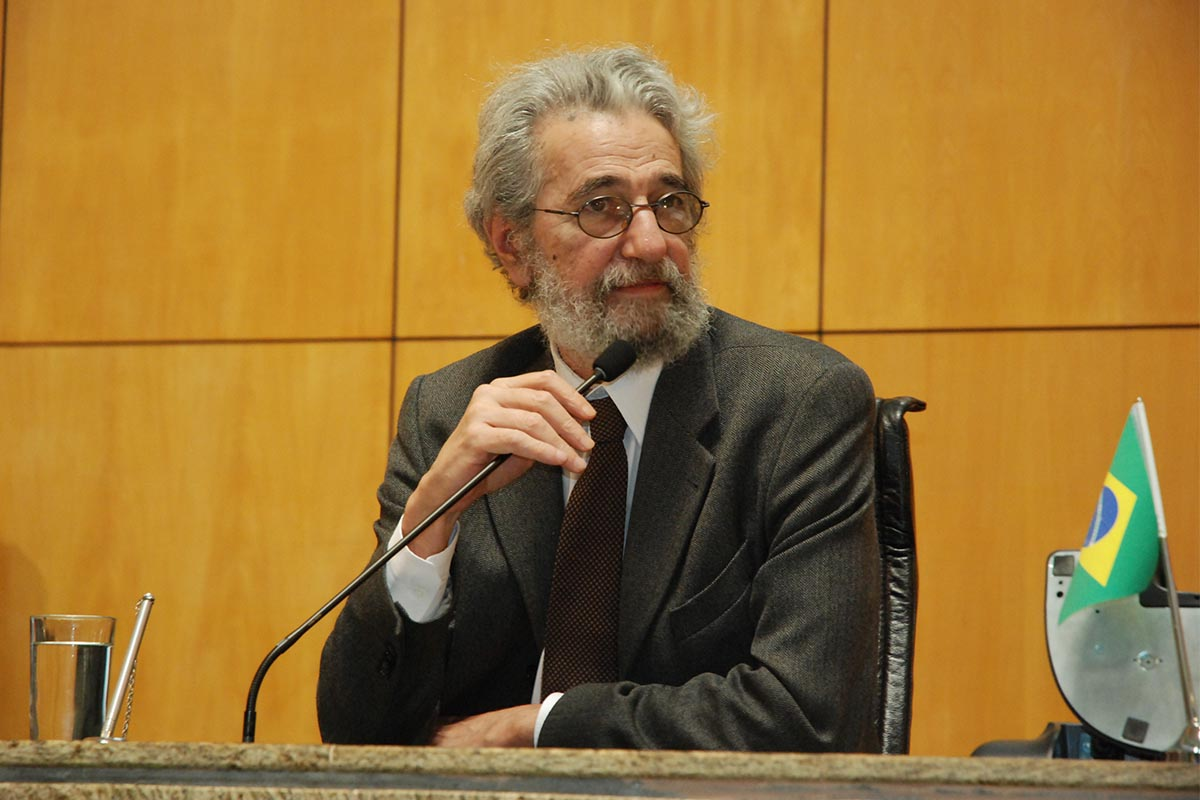
Cláudio Weber Abramo, diretor executivo da Transparência Brasil.

A Transparência Brasil (TB) é uma organização autointitulada independente e autônoma brasileira, que tem como principal objetivo a luta contra a corrupção no Brasil. A organização foi fundada em abril de 2000 por um grupo de pessoas e organizações não-governamentais e encontra-se sediada em São Paulo. O empresário Eduardo Capobianco é o atual presidente do Conselho Deliberativo. 
Até 31 de julho de 2007 a Transparência Brasil estava associada à Transparência Internacional, uma organização não-governamental internacional com sede em Berlim, Alemanha, conhecida principalmente pela produção anual de um relatório no qual se analisam os índices de percepção de corrupção da maioria dos países do mundo. A Transparência Brasil não aceitou a autoridade da organização e decidiu, para preservar a autonomia, em não continuar a ligação.
Em 11 de março de 2015, após 15 anos à frente da Transparência Brasil, o matemático Cláudio Weber Abramo deixou a direção executiva da organização. Em seu lugar assumiu a jornalista Natália Paiva.
Natália Paiva deixa a organização em 2016, e em seu lugar assume Manoel Galdino, que permaneceu no cargo até setembro de 2022. Juliana Sakai é a atual diretora-executiva da entidade.
A Transparência Brasil disponibiliza diversas publicações, serviços, ferramentas e bancos de dados para monitorar a corrupção política no Brasil, accessíveis gratuitamente pela internet.
A Transparência Brasil, em conjunto com a Open Knowledge Brasil, organiza a premiação do Prêmio Claudio Weber Abramo de Jornalismo de Dados.

## Projetos ativos

### Tá de Pé?
O projeto Tá de Pé é voltado à fiscalização colaborativa de obras de escolas e creches financiadas pelo governo federal em municípios brasileiros. A fiscalização é realizada pelos usuários do aplicativo do projeto, responsáveis por tirar fotos das obras inacabadas e incluí-las no sistema. As fotos são analisadas por especialistas e engenheiros voluntários. Uma vez constatado o atraso ou irregularidade, a Transparência Brasil envia alertas à prefeitura responsável, cobrando uma justificativa para o problema. Caso não haja resposta da prefeitura, os vereadores do município e o Governo Federal são notificados.
O Tá de Pé foi vencedor do Desafio Google de Impacto Social 2016 na categoria voto popular, com 200 mil votos. O prêmio de R$ 1,5 milhão foi utilizado para o financiamento do projeto e a construção do aplicativo.

### Obra Transparente
O projeto Obra Transparente consiste em uma rede de 21 observatórios sociais atuando no monitoramento de obras de escolas e creches financiadas pelo governo federal em seus municípios. O projeto é fruto de uma parceria entre a Transparência Brasil e o Observatório Social do Brasil.
O objetivo central do projeto é ampliar a transparência e a accountability na execução de projetos de infraestrutura educacional, atuando tanto para pressionar governos para a retomada de obras inacabadas, como para prevenir novos atrasos e paralisações por meio de um controle social mais ativo.

### Achados e Pedidos
O projeto Achados e Pedidos compreende uma plataforma colaborativa que reúne as solicitações de cidadãos e as respostas da administração pública realizadas via Lei de Acesso a Informação. Trata-se de um projeto voltado ao monitoramento da LAI, e foi desenvolvido em parceria com a Associação Brasileira de Jornalismo Investigativo (Abraji) mediante financiamento da Fundação Ford.

## Projetos desativados

### Excelências
O projeto Excelências era um banco de dados sobre o histórico da vida pública de todos os parlamentares federais e estaduais brasileiros, além dos vereadores das capitais estaduais. Composto por fichas com o perfil de cada parlamentar em atividade, o projeto contava com uma lista dos processos judiciais sofridos por cada um deles, em especial ações civis de improbidade administrativa, crimes contra a administração pública e crimes eleitorais.
O Excelências recebeu em 2006 o Prêmio Esso de Jornalismo na categoria "Melhor Contribuição à Imprensa em 2006". 
O projeto obteve financiamentos do Grupo Abril e posteriormente do United Nation Democracy Fund (UNDEF - em português: Fundo das Nações Unidas para a Democracia).
Em 2017, a plataforma do projeto foi retirada do ar devido a falta de financiamento.

### Às Claras
O projeto Às Claras compreendia a organização de um banco de dados sobre o financiamento eleitoral das eleições de 2002, 2004, 2006, 2008, 2010 e 2012. Apesar do projeto estar desativado, sua plataforma encontra-se disponível para consultas.

### Projeto Meritíssimos
O projeto Meritíssimos dizia respeito ao desenvolvimento de indicadores de desempenho do Judiciário brasileiro. A principal medida realizada no projeto era a das expectativas de tempo de resolução de processos no Supremo Tribunal Federal. A plataforma ainda está disponível para consultas.

### Deu no Jornal
Deu no Jornal realizava um clipping diário de notícias ligadas à corrupção em mais de 60 jornais e revistas brasileiros.

## Prêmios
Prêmio ExxonMobil de Jornalismo (Esso)
- 2006: Esso de Melhor Contribuição à Imprensa, por "PROJETO EXCELÊNCIAS, por divulgar um volume expressivo de informações sobre os deputados federais candidatos à reeleição em 2006."[10]